# Diecezja kreteńska
Diecezja kreteńska – diecezja rzymskokatolicka w Grecji. Powstała w roku 1214, odnowiona w 1874. Nieobsadzona od 1935 (obecnym administratorem apostolskim jest arcybiskup Sewastianos Rosolatos).

## Ordynariusze
- Sewastianos Rosolatos (Administrator od 2025)
- Petros Stefanou, (Administrator 2014 – 2025)
- Frangiskos Papamanolis, OFMCap. (Administrator  1974 – 2014)
- Georges Xenopulos, SJ (Administrator 1952 – 1974)
- Arsenio da Corfù, OFMCap. (Administrator 1951 – 1952)
- Amedeo Marcantonio Speciale da Gangi, OFMCap. (Administrator 1945? – 1951)
- Roberto da Gangi, OFMCap. (Administrator 1939 – 1945?)
- Lorenzo Giacomo Inglese, OFMCap. (1934 – 1935)
- Isidoro da Smirne, OFMCap. (Administrator 1926 – 1933?)
- Francesco Giuseppe Seminara, OFMCap. (1910 – 1926)
- Luigi Canavo, OFMCap. (1874 – 1889)